# Kostel svatého Bartoloměje (Kyje)
Kostel svatého Bartoloměje je středověký vesnický kostel patřící římskokatolické farnosti, stojící v městské části Prahy 14, v Kyjích. Je to jednolodní kostel, který byl vystavěn v první polovině 13. století v pozdně románském slohu. Dodnes se uvnitř kostela nachází původní dochované fresky, zpodobňující biblické výjevy a některé z pražských biskupů. Od roku 1958 je objekt chráněn jako kulturní památka.

## Historie

Kostel sv. Bartoloměje je vyobrazen ve znaku městské části Praha 14

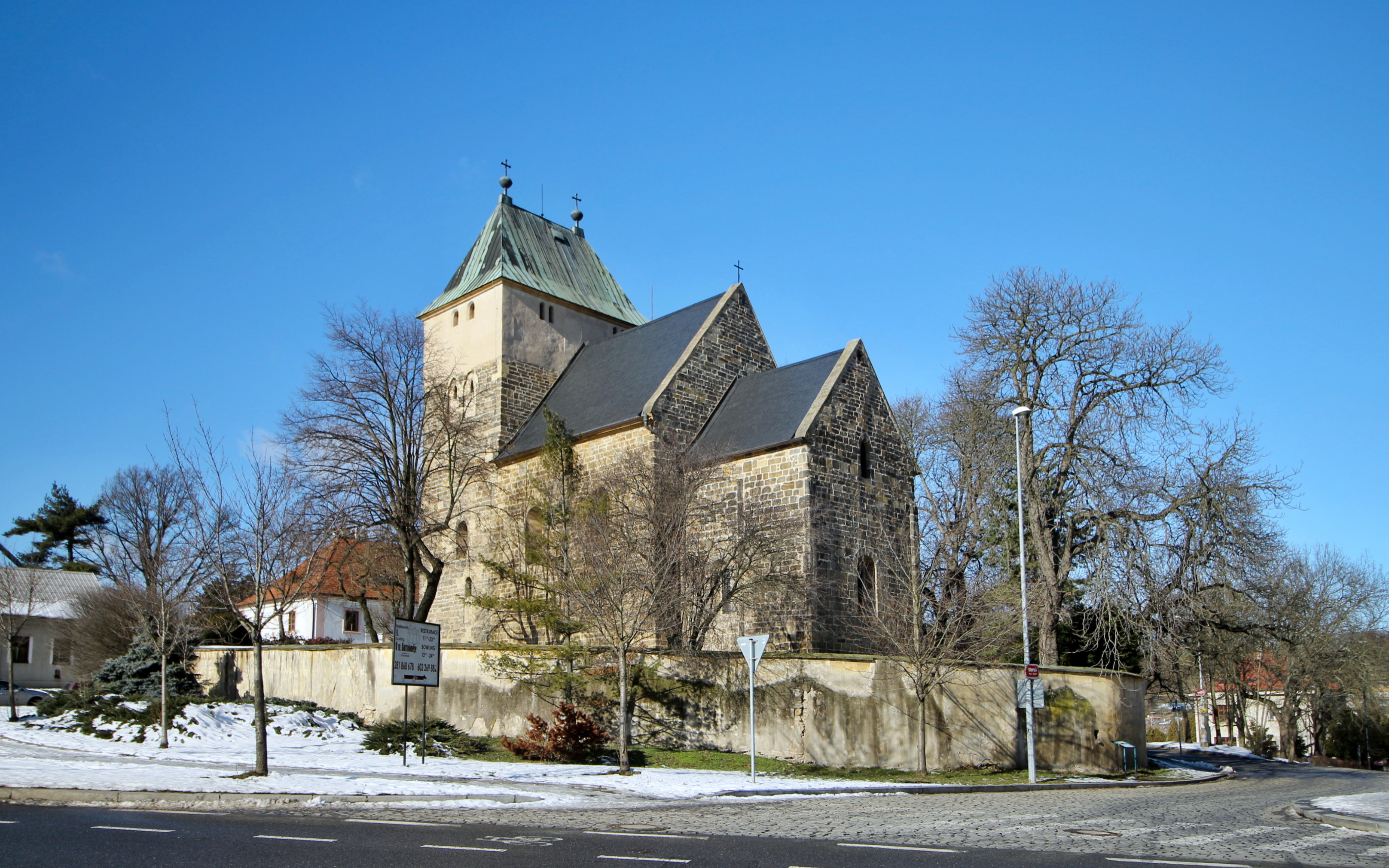
Kostelní gradace od jihu

### Založení kostela
Památku založil s největší pravděpodobností pražský biskup Jan II. z Dražic, který zde působil v letech 1226 až 1236. Je o něm zmínka na jedné z fresek v presbytáři kostela. Avšak zakladatelem mohl být v polovině 13. století také biskup Jan III., vzhledem k pozdní době románského slohu, ve kterém byl vystavěn. Prvním dochovaným písemným pramenem o kostele, je však až listina biskupa Jana IV. z Dražic z 20. července roku 1306.
Není známo, kdy byl kostel zasvěcen apoštolu sv. Bartoloměji, ale vysvěcen byl ještě několikrát poté (např. roku 1226).
Kostel byl postaven v pozdně románském slohu z pískovcových kvádrů (dovezených z Proseka, což značí o dostatku tamního materiálu, ze kterého je také postaven tamní kostel sv. Václava), jako takzvaný tribunový kostel. To znamená, že vnitřní prostory byly rozděleny na obyčejný prostor pro lid a vyvýšenou tribunu s pavlačí pro biskupa či vlastníka dvorce (tzv. feudála), jemuž kostel patřil a odkud sledoval bohoslužby. Běžně obýval sousední budovu, propojenou lávkou s kostelem, čímž měl vlastní soukromý vchod. Tribuna měla dříve místo dřevěného zábradlí poprsní zeď z kamene a vstup ze západní strany s dřevěnými schody, který se nedochoval.

### Čtrnácté a patnácté století
V kostele působili za vlády Karla IV. a Václava IV. třetí pražský arcibiskup Jan z Jenštejna a generální vikář pražského arcibiskupa Jan Nepomucký těsně před svou smrtí. A pár dní zde pobýval také Arnošt z Pardubic.

### Šestnácté až osmnácté století

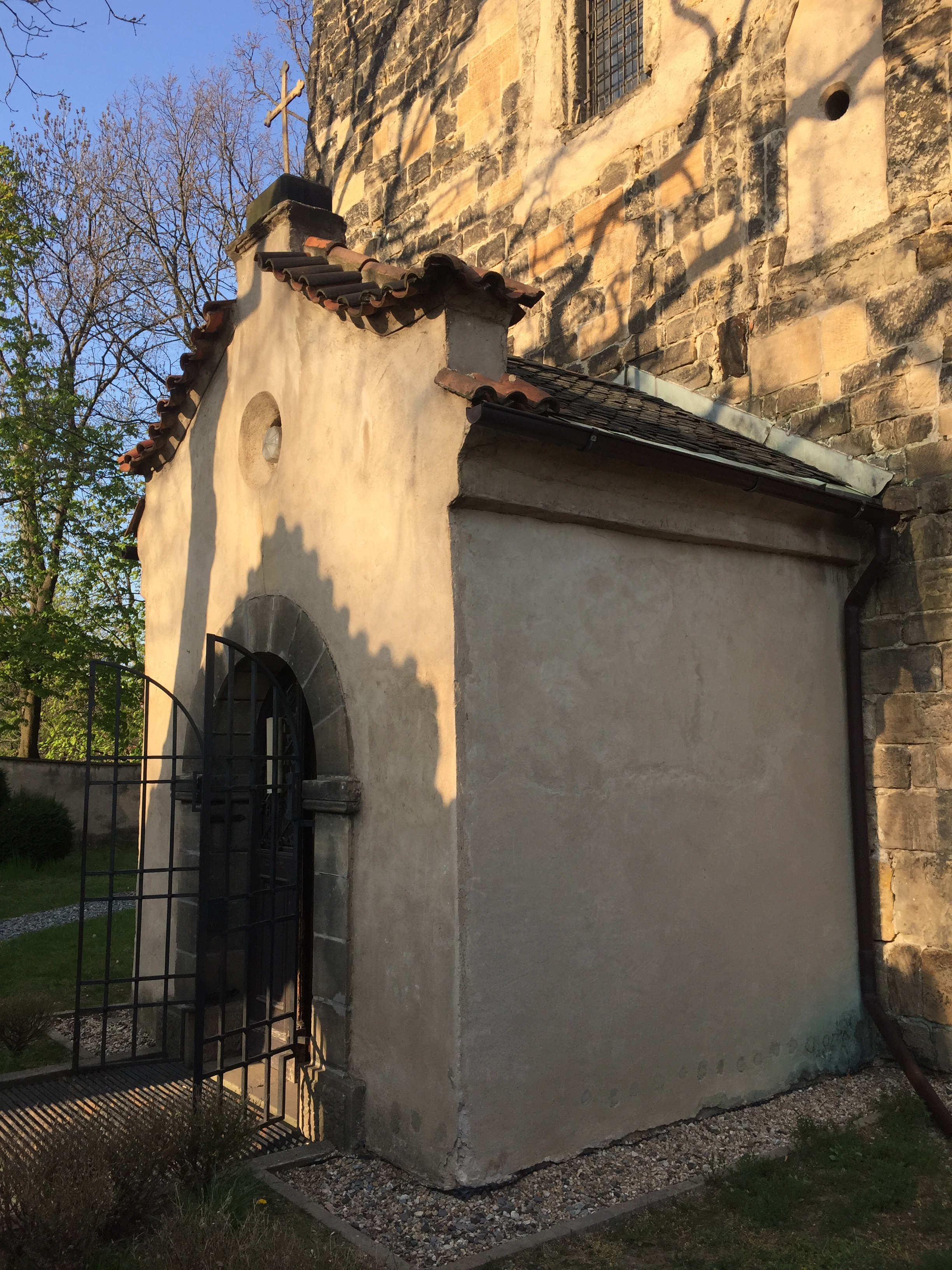
Barokní předsíň

V období let 1570–1743 byla správa kostela v Kyjích svěřena faráři novoměstského kostela sv. Jindřicha.
V roce 1655 při opravách interiéru byly v lodi vybourány boční výklenky pro oltáře. Během 15. a 16. století zpustly okolní stavby, s nimiž kostel původně tvořil jeden celek, a bylo nutné vybudovat sakristii. Ta byla následně v 17. století přistavěna v barokním slohu k severní straně hlavní lodi s bývalým hlavním portálem jako vstupem. Ve stejném slohu byla přistavěna k západní straně kostela malá předsíň, která tím zakryla původní vstupní portál.
V souvislosti s obnovením fary v roce 1743 následovaly stavební úpravy kostela. Místo původních středověkých oken (s možnými gotickými prvky) v presbytáři, která se zazdila kvůli oltáři, byla v roce 1758 proražena čtyři nová obdélná okna. A v pozdním 18. století byl v otvoru v jižní zdi zavěšen zvon „umíráček“, který se dodnes již nedochoval.
Roku 1781 byl kostel vybílen kvůli vizitaci, díky čemuž se v presbytáři při seškrabávání staré omítky objevil nápis.

### Devatenácté a dvacáté století
Křtitelnici pro kostel navrhl roku 1845 architekt Josef Kranner. Na jižní straně lodi byly odhaleny fresky Posledního soudu, na severní zbytek výjevu Narození Páně a v polovině 19. století byly odhaleny zbylé malby.
Největší oprava proběhla v letech 1973-1989, kdy byl betonem zpevněn presbytář a vyměnily se některé pískovcové kvádry ve zdivu. Dále byla zazděna obdélná barokní okna a vytvořena nová románská. Kostel byl následně opět vybílen, čímž zmizely stopy po freskách v lodi kostela.
V druhé polovině 19. století pak začala první fáze nových oprav. Exteriér kostela se začal více opravovat až od roku 1980 a interiér hlavně v letech 1987-1991. Další opravy souvisely s postupným zbavování renesančních a barokních prvků. To především v sakristii a presbytáři.

## Architektura

### Věž

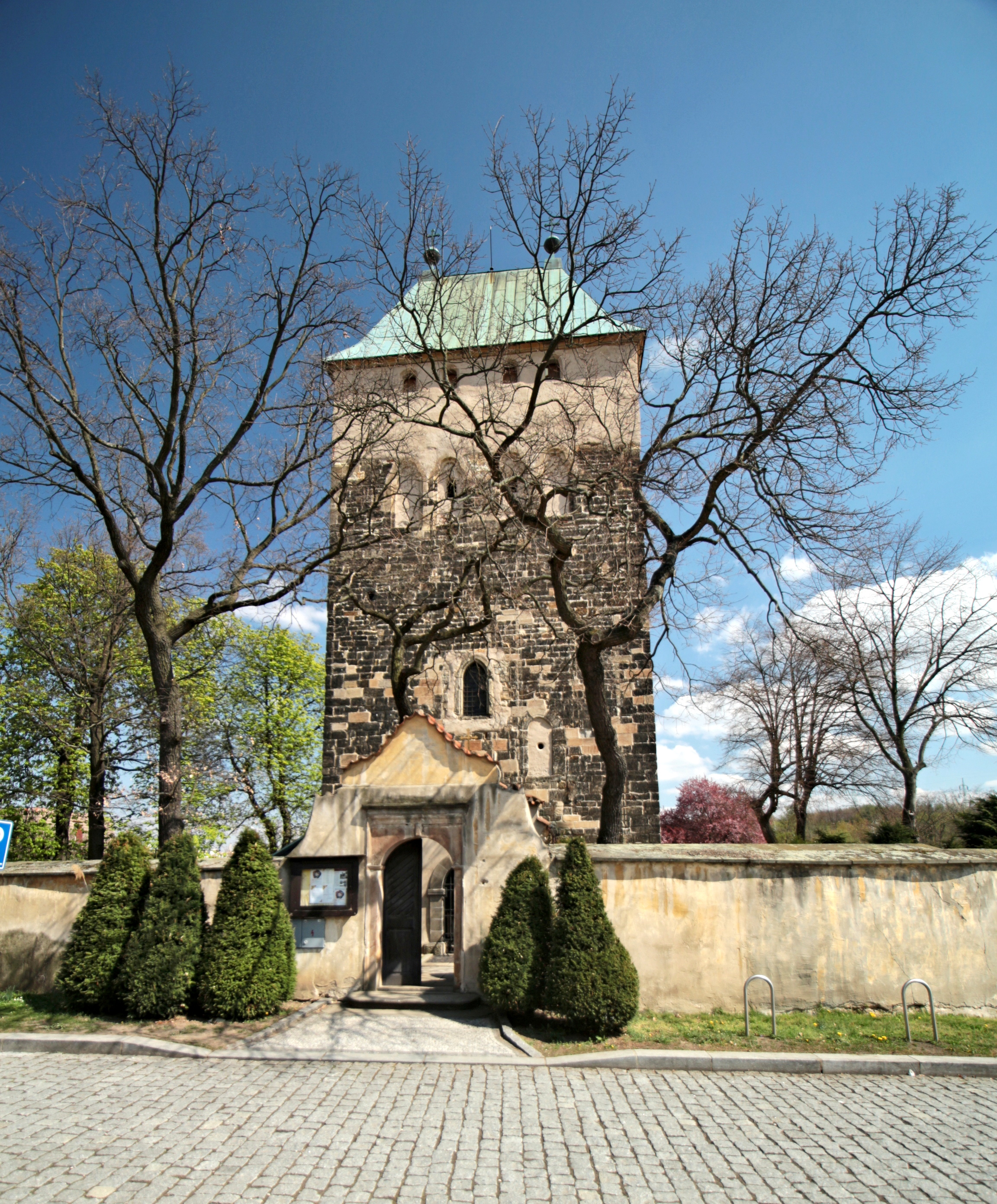
Západní průčelí kostela

Na masivní kostelní věži hranolovitého tvaru a obdélníkového půdorysu je v západním průčelí umístěno jediné okno s lomeným obloukem z celého kostela - ostatní okna jsou zakončena klasickým polokruhovým obloukem a více gotických oken, tvarem připomínajících tzv. „jeptišku“ s trojlistým zakončením. Tato okna byla částečně zazděna kvůli ptactvu a nyní jsou na jejich místech pouze malé větrací otvory. Další řada těchto samostatných okének se nachází na nejvyšší části věže právě nad „jeptiškami“.

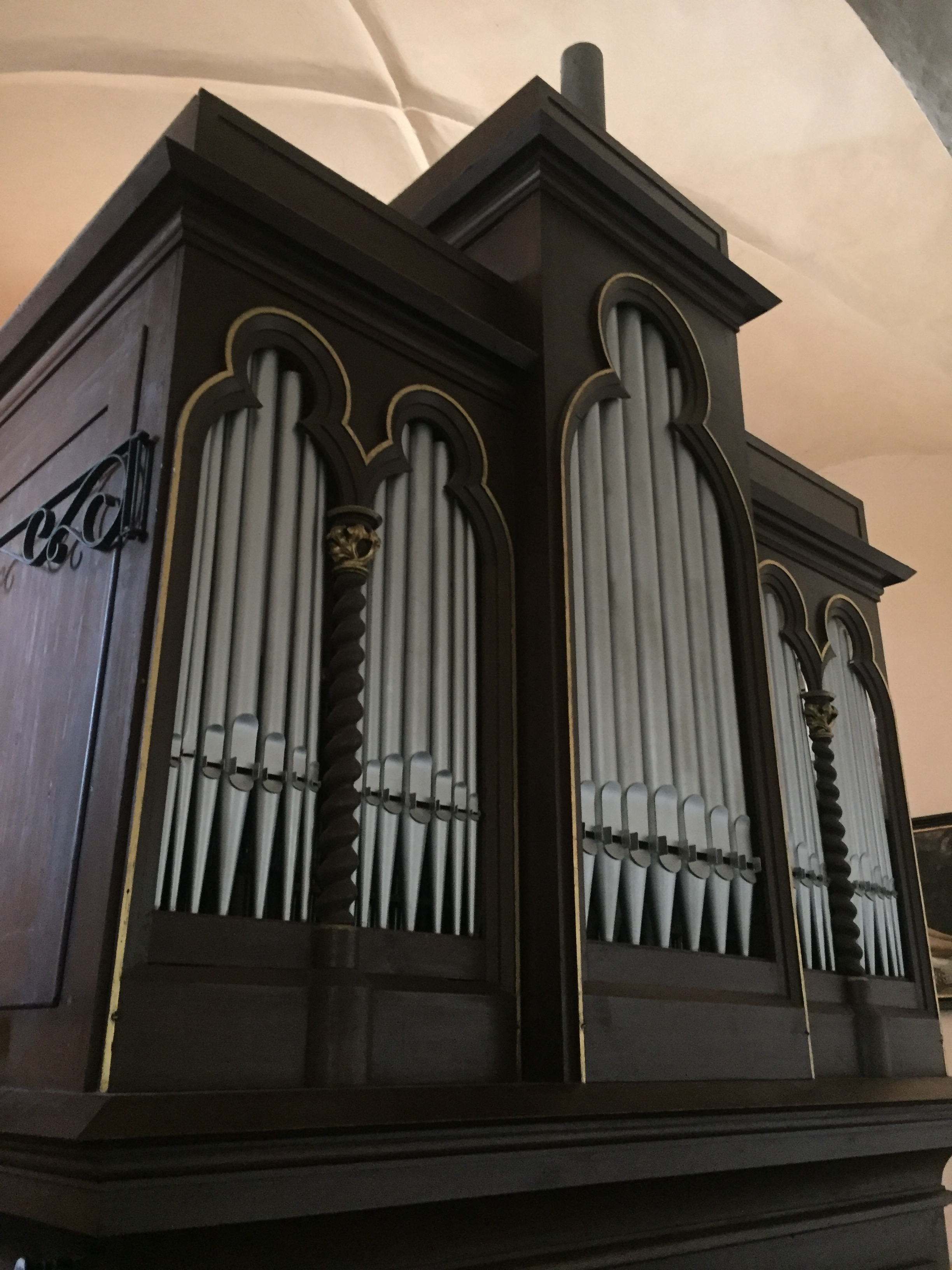
Varhany s motivem „jeptišek“

Do této, dříve pevnostní věže, vede pouze jediný vstup skrze dochovanou úzkou chodbu ve zdech uvnitř jižní strany kostela. Za dveřmi ve výklenku vedou strmé schody na mezipodestu, ze které je možno dostat se na chorální balkón a k varhanám. Za podestou pokračují schody a následují dveře, vedoucí do té nejstarší a nejužší chodby, kterou je možno dostat se ke zvonickému provazu. Z tohoto prostoru, kde je patrna konstrukce klenby podvěží, vede chodba do krovu hlavní lodi a strmé dřevěné schody se zábradlím, po kterých se lze dostat až ke zvonu a na samotný vrchol věže.

### Kostel
Vstup do samotného kostela vede skrze zaklenutou barokní předsíň. Po ní následuje pár vyrovnávacích schodů. Hned za předsíní je nízký, poměrně široký prostor podvěží, zastřešený příčnou křížovou klenbou s jemnými náznaky žeber. Její konstrukce je patrna v prvním patře věže. Dříve zde byla pouze klenba valená. Za podvěžím, kde se na jižní straně nachází vstup do zpovědnice, se prostor velkoryse zvětšuje jak do výšky, tak do šířky a přesouvá se do hlavní lodi.
Hlavní loď je zaklenuta opět křížovou klenbou s náznaky diagonálních žeber, uprostřed předělenou masivním polokruhovým nosným pasem, vystupujícím ze dvou protilehlých římsových konzol po stranách lodi.
Kromě menších výklenků, probouraných v roce 1781 pro malé oltáře, vedou z boků lodi dvoje dveře; na severní straně dveře do nově přistavěné barokní sakristie, zaklenuté opět křížovou klenbou a na jižní straně pak úzké dveře do tajných chodeb, umístěných ve zdech kostela. Průchody jsou úzké přibližně 0,6 m. Vybouráním výklenku na jižní straně se přerušil jejich průběh. Z jižní strany se také dříve vstupovalo do samotného kostela, což je patrno zvenku, kvůli zazděnému dveřnímu otvoru.
Na konci lodi se nachází na východní straně presbytář se čtvercovým půdorysem, zaklenut křížovou klenbou s naznačenými žebry. Klenba presbytáře je značně nižší, než klenba hlavní lodi, což je nejlépe vidět při pohledu na kostel, jako celek zvenku. Tato klenba je celá a jako jediná pomalovanou freskami, dochovanými už ze 13. století.
Do presbytáře se vstupuje vítězným obloukem, který je zdůrazněn třemi ztužujícími ustupujícími pásy s příporami, přerušenými jednoduchými, ale mohutnými hlavicemi.

## Nástěnné malby presbytáře

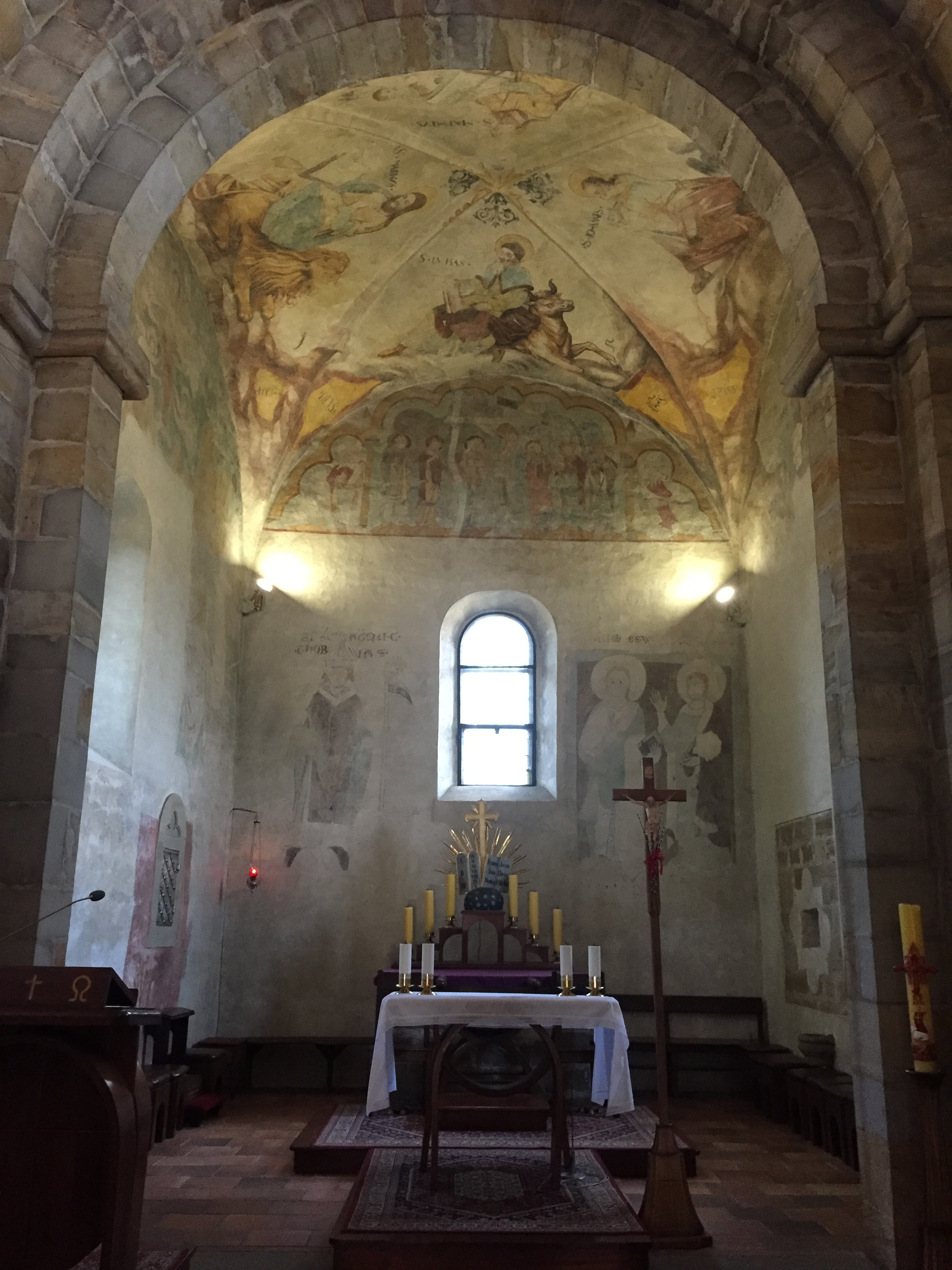
Kvadratický presbytář s původními freskami ze 13. století

Nástěnné malby v presbytáři pochází ze 13. až 16. století:
1. scéna Ukřižování na východní stěně
2. biskup Tobiáš z Benešova
3. dvojice světců - sv. Jan Evangelista a sv. Jakub
4. nápis oslavující pražského biskupa Jana (obnovitel kostela)
5. biskup Jan (fundátor kostela)
6. torzo postavy neznámého biskupa
7. přes torzo namalován arcibiskup Arnošt z Pardubic
8. scéna pozdvihování sv. Máří Magdaleny
9. uhlová kresba rumpálu s nedešifrovaným nápisem
10. sv. Tomáš a další dvě postavy
11. sv. Lukáš
12. sv. Jan Evangelista
13. sv. Matouš
14. sv. Marek[5]

## Vybavení kostela
V podvěží je prostor pro svěcenou vodu, dvě postranní lavice a veliký kříž s Ježíšem.
Na stěnách hlavní lodi i podvěží je zavěšena křížová cesta v podobě keramických výjevů, zasazených do dřevěných rámů. Uprostřed lodi se nacházejí dvě řady dřevěných lavic pro věřící s kobercem mezi nimi.
Ještě před presbytářem se nachází menší dřevěná kazatelna určená ke čtení liturgií a kázání. Na nejvýchodnější straně presbytáře se nachází provizorní oltář. Ten původní se nedochoval a pozdější barokní byl zničen červotočem. Před oltářem je obětní stůl, u kterého kněz pravidelně vede mše a okolo celého prostoru jsou umístěny židle a lavice pro ministranty.

## Funkce

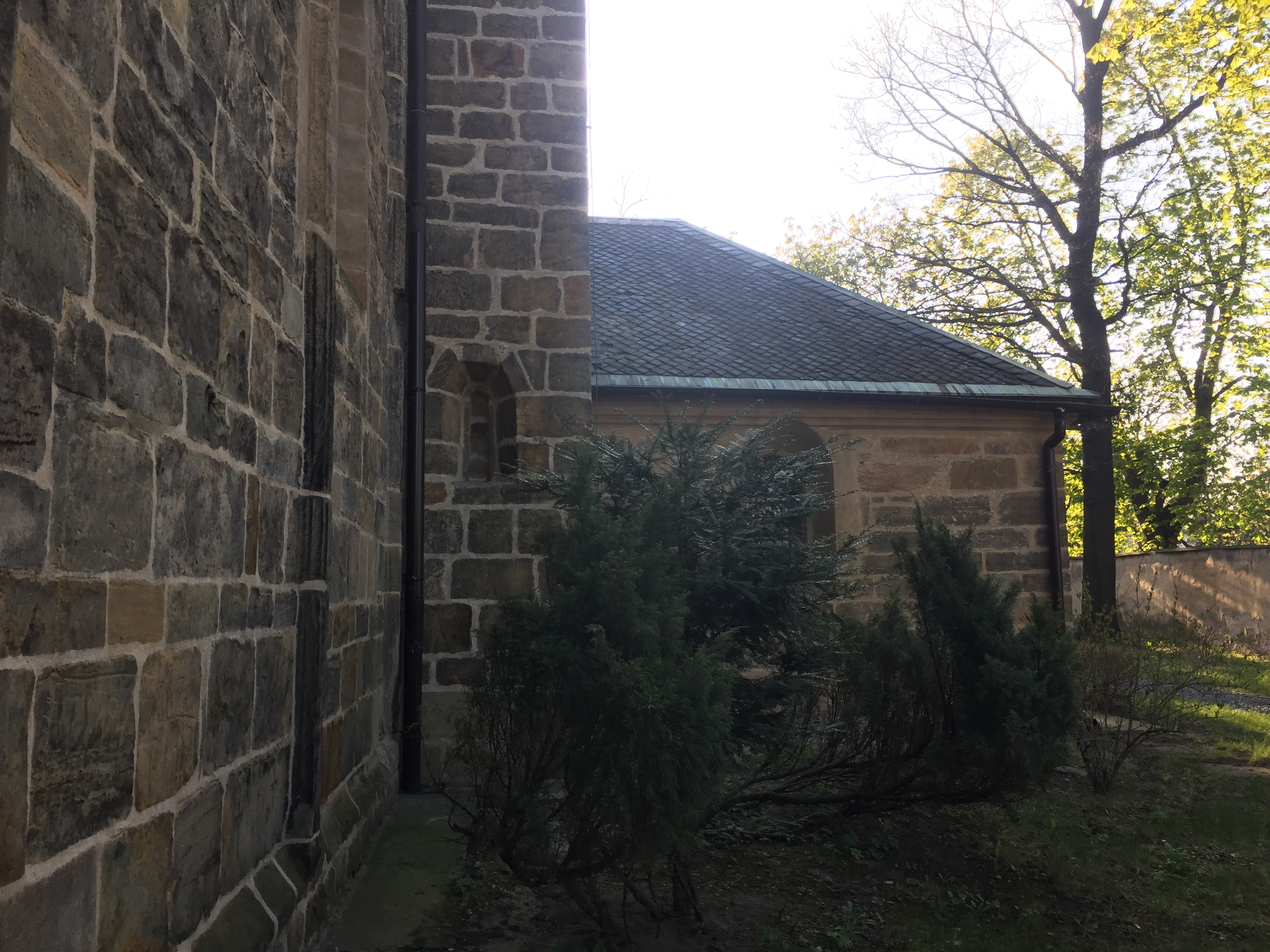
Schovaná střílna na severní straně kostela, za ní v 17. století přistavěná barokní sakristie

Stavba měla dříve převážně obranný charakter (další pevnostní kostel sv. Jiří v Horním Slavkově). To dokazuje především mohutná věž (od roku 1547 je její součástí zvon) a silné kamenné zdi s velmi úzkou, důmyslně promyšlenou spletí chodeb, schovanou v síle zdi. Z té se dochovaly pouze chodby v jižní a západní zdi kostela. Traduje se, že z kostela vedly podzemní chodby až na hrad Jenštejn. O obranné funkci kostela svědčí také množství střílen, dodnes zachovaných a tehdy dřevěné podsebití věže (podobné hradním podsebitím - obranný ochoz). Avšak dodnes není známo, zda bylo dřívější poslední patro věže ze dřeva na dřevěných konzolách či z kamene (jak bylo v letech 1859-1864 dostavěno). Původně však byla věž o 7 metrů vyšší (1865 zřícení, doprovázené zničením podsebití).
Při obléhání věž fungovala jako sýpka a v místě dnešních varhan (varhany se v kostele nachází od 17. století) se skladovaly zásoby. Také zde hlídkovala stráž, která v případě nebezpečí posílala signály Pražskému hradu. Cizí vojsko mohlo táhnout jednou ze dvou zemských cest; první, vedoucí od Kolína, nebo druhou od Poděbrad. Na obě z nich byl z kostela ničím necloněný výhled.

## Okolí

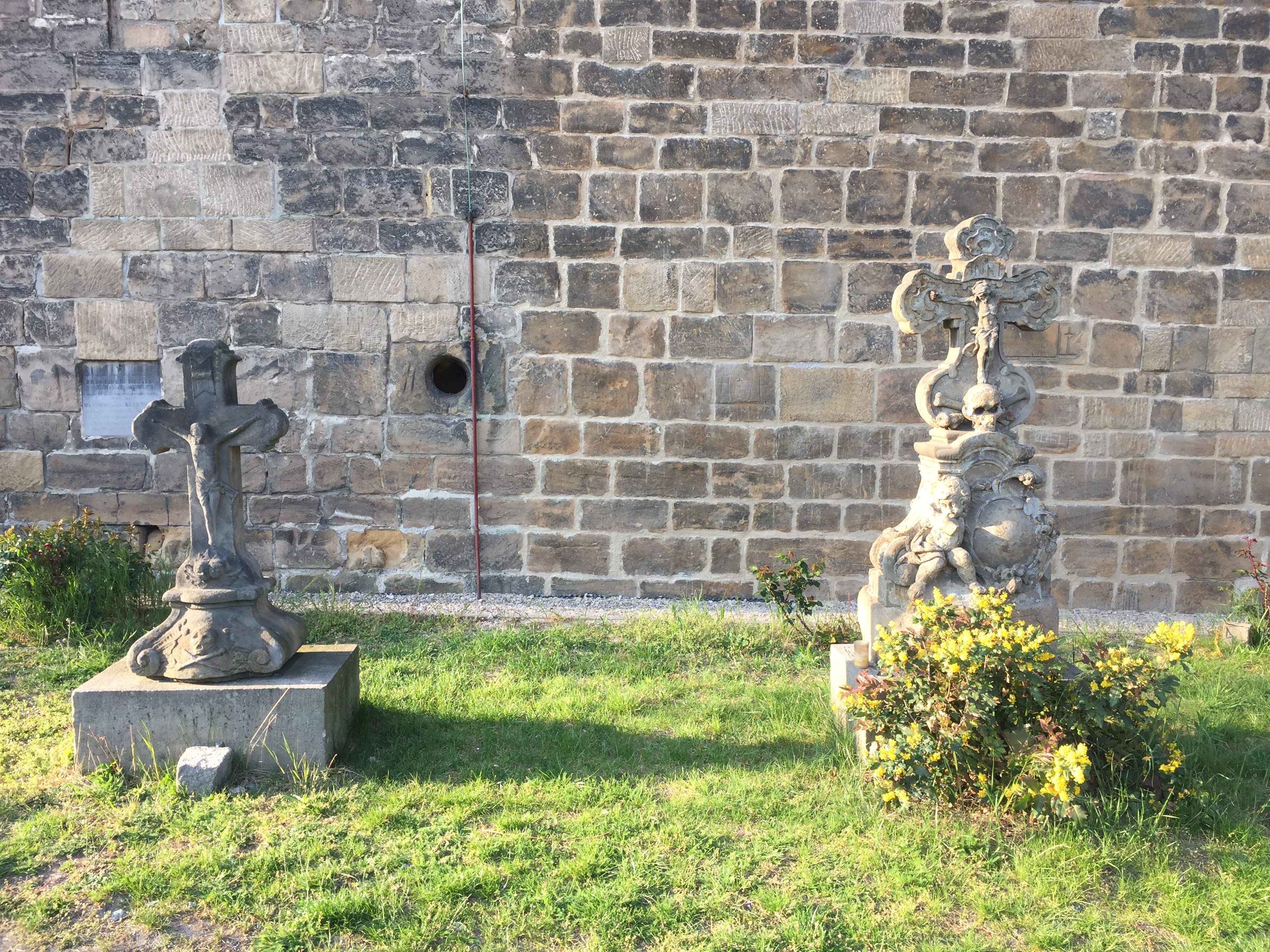
Pomníky bývalého hřbitova

Celý kostelní komplex obklopuje mohutná, asi 1,5 metru vysoká kamenná zeď, ve které je pouze jediný vstupní otvor. Ten je lemován náznaky sloupových hlavic a drobným kanelováním, což svědčí o důležitosti průchodu. Průchod je nahoře zakončen polokruhovým obloukem a barokním, později dostavěným krycím štítem s keramickými taškami.
Kolem kostela se rozkládá nevelký hřbitov, který byl užíván do roku 1854. Nyní se zde nacházejí jen pozůstatky několika empírových pomníků a rokokový pískovcový kříž s Kristem. Od konce 19. století je využíván nový hřbitov v ulici Broumarská.
Zvenčí kostela jsou také mnohem více patrné pozdější úpravy, např. různé dostavby a zazdívky dveří a oken (věž, sakristie, presbytář). Také jsou zde viditelné střílny a dnes již nefunkční štíhlé opěráky, vystupující ze zdi presbytáře kostela.